# Leopoldo Blázquez Margáin
Leopoldo Blázquez Margáin (* 1880 in Monterrey, Nuevo León; † 1950) war ein mexikanischer Botschafter.

## Leben
Leopoldo Blázquez Margáin war der Sohn von Margarita Margáin Ábrego (* 1850) und Manuel Blásques.
Ab 27. November 1912 war Leopoldo Blázquez Margáin Geschäftsträger in Montevideo und ab 2. Juni 1913 war er auch Geschäftsträger in Buenos Aires.
Am 8. November 1915 wurde Leopoldo Blázquez Margáin in Montevideo auf Weisung von Venustiano Carranza durch Eduardo Hay abgelöst.
Am 21. Juni 1923 löste Leopoldo Blázquez Margáin, Eduardo Hay als Geschäftsträger in Rom ab.
Vom 2. Oktober 1918 bis 15. März 1919 war Leopoldo Blázquez Margáin Geschäftsträger in Santiago de Chile.
Vom  14. April 1921  bis 26. August 1921 war er Geschäftsträger in Tokio.
Vom  9. September 1921 bis 10. Juli 1922 war er Geschäftsträger in Peking.
Vom 7. November 1927 bis 24. Januar 1935 war er Botschafter in Prag und damit der erste Botschafter der Regierung von Plutarco Elías Calles bei Tomáš Garrigue Masaryk in der Tschechoslowakei
Am 17. Oktober 1932 wurde Leopoldo Blázquez Margáin von der Regierung von Abelardo L. Rodríguez zum Delegierten zur 13. Sitzung des Völkerbundes in Genf ernannt.
| Vorgänger                 | Amt                                                                                  | Nachfolger                |
| ------------------------- | ------------------------------------------------------------------------------------ | ------------------------- |
| Manuel Barreiro y Vallejo | Mexikanischer Geschäftsträger in Montevideo 27. November 1912 bis 8. November 1915   | Eduardo F. Hay            |
| Ignacio Rivero            | Mexikanischer Geschäftsträger in Buenos Aires 2. Juni 1913 bis 8. November 1915      | Isidro Fabela             |
| Isidro Fabela             | Mexikanischer Geschäftsträger in Santiago de Chile 2. Oktober 1918 bis 15. März 1919 | Fernando Cuén             |
| Salvador Martínez de Alva | Mexikanischer Geschäftsträger in Tokio 14. April 1921 bis 26. August 1921            | Mario Gabucio             |
| Pablo Herrera de Huerta   | Mexikanischer Geschäftsträger in Peking 9. September 1921 bis 10. Juli 1922          | Francisco Castillo Nájera |
| —                         | Mexikanischer Botschafter in Prag 7. November 1927 bis 24. Januar 1935               | Pedro Cerisola Salcido    |